# Уан Шу
Уонг Шу (на китайски: 王澍) е китайски архитект.

## Биография
Роден е на 4 ноември 1963 г. в Урумчи, административния център на Синдзян, северозападен Китай. Баща му е музикант и любител дърворезбар, а майка му – учителка и училищна библиотекарка в Пекин. Има сестра, която също е учителка. От малък Уонг Шу се занимава с рисуване. Като компромис между собствените си увлечения и желанието на родителите си следва в Нанкинския технологичен институт, където през 1985 г. получава бакалавърска, а през 1988 г. – магистърска степен.
След дипломирането си отива в Ханчжоу заради древните художествени традиции на провинцията. Тук той започва работа в Китайската художествена академия и през 1990 г. завършва първия си архитектурен проект – младежки център в малкото градче Хайнин, недалеч от Ханчжоу. Между 1990 и 1998 г. Уонг Шу няма никакви поръчки, но затова продължава образованието си в Училището по архитектура на Университета Тунцзи в Шанхай, където получава докторска степен през 2000 г.
През 1997 година със съпругата си основава Аматьорско архитектурно студио.
През 2000 г. започва работа като професор в Китайската художествена академия, през 2003 г. оглавява департамента по архитектура там, а през 2007 г. става декан на училището по архитектура.

## Творчество
Сред проектираните от Уонг Шу сгради са Младежки център в Хайнин (1990), Библиотеката на колежа „Вънжън“ в университета на Суджоу (1999–2000), Художественият музей в Нинбо (2001–2005), един от кампусите на Китайската художествена академия в Ханджоу (2002–2007), „Вертикалните градини“ в Ханджоу (2002–2007), сграда на департамента по музика и танц в Донггуан (2003–05), Порцелановата къща в Жинхуа (2003–06), Пет разхвърляни къщи в Нинбо (2003–2006), Историческият музей в Нинбо (2003–2008), Керемидената градина на Венецианското архитектурно биенале в Италия (2006), консервацията на стария град в Ханджоу (2007–2009), изложбена зала на Императорската улица в Ханджоу (2009) и Павилион „Тенгту“ в Нинбо на Шанхай Експо (2010).

## Признание и награди
- 2012 – „Прицкер“[1][2]

## Галерия
- Пет разхвърляни къщи в Нинбо, чайна (2003–06)
- Пет разхвърляни къщи в Нинбо, кафене
- Пет разхвърляни къщи в Нинбо, офис сграда
- Художественият музей в Нинбо (2005)
- „Вертикалните градини“ (2002–2007)
- Историческият музей в Нинбо, северна фасада (2008)
- Историческият музей в Нинбо, изглед от покрива
- Историческият музей в Нинбо, покрив
- Историческият музей в Нинбо, широки стълби на покрив
- Павилион „Тенгту“ в Нинбо, Шанхай Експо 2010